# 20ª edizione dei Satellite Awards
I premi della 20ª edizione dei Satellite Awards sono stati consegnati il 21 febbraio 2016 a Los Angeles, California.
Le candidature sono state annunciate il 1º dicembre 2015.

## Vincitori e candidati
I vincitori sono indicati in grassetto.

### Cinema

#### Miglior film
- Il caso Spotlight (Spotlight)
- Sicario
- Room
- Revenant - Redivivo (The Revenant)
- Sopravvissuto - The Martian (The Martian)
- Carol
- Brooklyn
- Il ponte delle spie (Bridge of Spies)
- Black Mass - L'ultimo gangster (Black Mass)
- La grande scommessa (The Big Short)

#### Miglior attore
- Leonardo DiCaprio - Revenant - Redivivo (The Revenant)
- Will Smith - Zona d'ombra (Concussion)
- Tom Hardy - Legend
- Michael Fassbender - Steve Jobs
- Matt Damon - Sopravvissuto - The Martian (The Martian)
- Johnny Depp - Black Mass - L'ultimo gangster (Black Mass)
- Eddie Redmayne - The Danish Girl

#### Miglior attrice
- Saoirse Ronan - Brooklyn
- Charlotte Rampling - 45 anni (45 Years)
- Cate Blanchett - Carol
- Carey Mulligan - Suffragette
- Brie Larson - Room
- Blythe Danner - Nei miei sogni (I'll See You in My Dreams)

#### Miglior attore non protagonista
- Christian Bale - La grande scommessa (The Big Short)
- Sylvester Stallone - Creed - Nato per combattere (Creed)
- Paul Dano - Love & Mercy
- Michael Keaton - Il caso Spotlight (Spotlight)
- Mark Ruffalo - Il caso Spotlight (Spotlight)
- Benicio del Toro - Sicario

#### Miglior attrice non protagonista
- Alicia Vikander - The Danish Girl
- Rachel McAdams - Il caso Spotlight (Spotlight)
- Rooney Mara - Carol
- Kate Winslet - Steve Jobs
- Jane Fonda - Youth - La giovinezza (Youth)
- Elizabeth Banks - Love & Mercy

#### Miglior regista
- Thomas McCarthy - Il caso Spotlight (Spotlight)
- Tom Hooper - The Danish Girl
- Steven Spielberg - Il ponte delle spie (Bridge of Spies)
- Ridley Scott - Sopravvissuto - The Martian (The Martian)
- Lenny Abrahamson - Room
- Alejandro González Iñárritu - Revenant - Redivivo (The Revenant)

#### Miglior sceneggiatura originale
- Thomas McCarthy e Josh Singer - Il caso Spotlight (Spotlight)
- Michael A. Lerner e Oren Moverman - Love & Mercy
- Pete Docter, Meg LeFauve e Josh Cooley - Inside Out
- Andrea Berloff e Jonathan Herman - Straight Outta Compton
- Ethan Coen, Joel Coen e Matt Charman - Il ponte delle spie (Bridge of Spies)
- Abi Morgan - Suffragette

#### Miglior sceneggiatura non originale
- Aaron Sorkin - Steve Jobs
- Jez Butterworth e Mark Mallouk - Black Mass - L'ultimo gangster (Black Mass)
- Lucinda Coxon - The Danish Girl
- Emma Donoghue - Room
- Drew Goddard - Sopravvissuto - The Martian (The Martian)
- Alejandro González Iñárritu e Mark L. Smith - Revenant - Redivivo (The Revenant)

#### Miglior film d'animazione o a tecnica mista
- Inside Out
- The Prophet
- Snoopy & Friends - Il film dei Peanuts (The Peanuts Movie)
- Il viaggio di Arlo (The Good Dinosaur)
- Shaun, vita da pecora - Il film (Shaun The Sheep Movie)
- Anomalisa

#### Miglior film straniero
- Il figlio di Saul (Saul fia) • Ungheria
- The Throne (사도) • Corea del Sud
- È arrivata mia figlia! • Brasile
- Sole alto (Zvizdan) • Croazia
- Dio esiste e vive a Bruxelles (Le tout nouveau testament) • Belgio
- Nie Yinniang (聂隐娘) • Taiwan
- Mustang • Francia
- Il labirinto del silenzio (Im Labyrinth des Schweigens) • Germania
- Goodnight Mommy • Austria
- Un piccione seduto su un ramo riflette sull'esistenza (En duva satt på en gren och funderade på tillvaron) • Svezia

#### Miglior documentario
- The Look of Silence e Amy (Ex aequo)
- Where to Invade Next
- The Hunting Ground
- Malala (He Named Me Malala)
- Going Clear: Scientology and the Prison of Belief
- Drunk Stoned Brilliant Dead: The Story of the National Lampoon
- Cartel Land
- Best of Enemies
- Becoming Bulletproof

#### Miglior fotografia
- John Seale - Mad Max: Fury Road
- Janusz Kaminski - Il ponte delle spie (Bridge of Spies)
- Dariusz Wolski - Sopravvissuto - The Martian (The Martian)
- Emmanuel Lubezki - Revenant - Redivivo (The Revenant)
- Roger Deakins - Sicario
- Hoyte van Hoytema - Spectre

#### Miglior colonna sonora originale
- Carter Burwell - Carol
- Thomas Newman - Spectre
- Michael Giacchino - Inside Out
- Howard Shore - Il caso Spotlight (Spotlight)
- Harry Gregson-Williams - Sopravvissuto - The Martian (The Martian)
- Alexandre Desplat - The Danish Girl

#### Miglior canzone originale
- Til It Happens to You - The Hunting Ground
- Writing's on the Wall - Spectre
- See You Again - Fast & Furious 7 (Furious 7)
- One Kind of Love - Love & Mercy
- Love Me like You Do - Cinquanta sfumature di grigio (Fifty Shades of Grey)
- Cold One - Dove eravamo rimasti (Ricki and the Flash)

#### Migliori effetti visivi
- The Walk
- Spectre
- Sopravvissuto - The Martian (The Martian)
- Mad Max: Fury Road
- Jurassic World
- Everest

#### Miglior montaggio
- Joe Walker - Sicario
- Pietro Scalia - Sopravvissuto - The Martian (The Martian)
- Michael Kahn - Il ponte delle spie (Bridge of Spies)
- Lee Smith - Spectre
- Elliot Graham - Steve Jobs
- Affonso Gonçalves - Carol

#### Miglior suono
- Sopravvissuto - The Martian (The Martian)
- Spectre
- Sicario
- Inside Out
- Mad Max: Fury Road
- Jurassic World

#### Miglior scenografia
- Adam Stockhausen - Il ponte delle spie (Bridge of Spies)
- Fiona Crombie - Macbeth
- Eve Stewart - The Danish Girl
- Dennis Gassner - Spectre
- Dante Ferretti - Cenerentola (Cinderella)
- Colin Gibson - Mad Max: Fury Road

#### Migliori costumi
- Wen-Ying Huang - Nie Yinniang
- Shim Hyun-seob - The Throne (사도)
- Sandy Powell - Cenerentola (Cinderella)
- Paco Delgado - The Danish Girl
- Janet Patterson - Via dalla pazza folla (Far From the Madding Crowd)
- Jacqueline Durran - Macbeth

#### Miglior cast cinematografico
- Il caso Spotlight (Spotlight)

### Televisione

#### Miglior serie drammatica
- Better Call Saul
- Ray Donovan
- Narcos
- Mr. Robot
- Fargo
- Deutschland 83
- Bloodline
- American Crime

#### Miglior serie commedia o musicale
- Silicon Valley
- Veep - Vicepresidente incompetente (Veep)
- Unbreakable Kimmy Schmidt
- The Spoils Before Dying
- Sex & Drugs & Rock & Roll
- Jane the Virgin
- Brooklyn Nine-Nine

#### Miglior serie tv di genere
- The Walking Dead
- Into the Badlands
- Orphan Black
- Penny Dreadful
- The Leftovers - Svaniti nel nulla (The Leftovers)
- Jonathan Strange & Mr Norrell
- Humans
- Il Trono di Spade (Game Of Thrones)
- American Horror Story: Hotel

#### Miglior miniserie
- Flesh and Bone
- Wolf Hall
- Saints & Strangers
- Show Me a Hero
- The Book of Negroes

#### Miglior film per la televisione
- Stockholm, Pennsylvania
- Killing Jesus
- Nightingale
- Bessie

#### Miglior attore in una serie drammatica
- Dominic West - The Affair
- Timothy Hutton - American Crime
- Rami Malek - Mr. Robot
- Liev Schreiber - Ray Donovan
- Kyle Chandler - Bloodline
- Bob Odenkirk - Better Call Saul

#### Miglior attore in una serie commedia o musicale
- Jeffrey Tambor - Transparent
- Will Forte - The Last Man on Earth
- Thomas Middleditch - Silicon Valley
- Louis C.K. - Louie
- Colin Hanks - Life in Pieces
- Chris Messina - The Mindy Project

#### Miglior attore in una miniserie o film per la televisione
- Mark Rylance - Wolf Hall
- Ben Mendelsohn - Bloodline
- Oscar Isaac - Show Me a Hero
- Michael Gambon - Il seggio vacante (The Casual Vacancy)
- Martin Clunes - Arthur & George
- David Oyelowo - Nightingale
- Damian Lewis - Wolf Hall

#### Miglior attrice in una serie drammatica
- Claire Danes - Homeland - Caccia alla spia (Homeland)
- Lady Gaga - American Horror Story: Hotel
- Tatiana Maslany - Orphan Black
- Taraji P. Henson - Empire
- Robin Wright - House of Cards - Gli intrighi del potere (House of Cards)
- Kirsten Dunst - Fargo
- Felicity Huffman - American Crime

#### Miglior attrice in una serie commedia o musicale
- Taylor Schilling - Orange Is the New Black
- Lily Tomlin - Grace and Frankie
- Julia Louis-Dreyfus - Veep - Vicepresidente incompetente (Veep)
- Jamie Lee Curtis - Scraem Queens
- Gina Rodriguez - Jane the Virgin
- Amy Poehler - Parks and Recreation

#### Miglior attrice in una miniserie o film per la televisione
- Sarah Hay - Flesh and Bone
- Samantha Bond - Home Fires
- Queen Latifah - Bessie
- Cynthia Nixon - Stockholm, Pennsylvania
- Claire Foy - Wolf Hall
- Aunjanue Ellis - The Book of Negroes

#### Miglior attore non protagonista in una serie, miniserie o film per la televisione
- Christian Slater - Mr. Robot
- Peter Dinklage - Il Trono di Spade (Game Of Thrones)
- Michael Kenneth Williams - Bessie
- Jonathan Banks - Better Call Saul
- Elvis Nolasco - American Crime

#### Miglior attrice non protagonista in una serie, miniserie o film per la televisione
- Rhea Seehorn - Better Call Saul
- Regina King - American Crime
- Mo'nique - Bessie
- Julie Walters - Indian Summers
- Helen McCrory - Penny Dreadful
- Catherine Keener - Show Me a Hero

#### Miglior cast televisivo
- American Crime

## Riconoscimenti speciali

### Mary Pickford Award
- Louise Fletcher

#### Auteur Award
- Robert M. Young

#### Nikola Tesla Award
- Robert Rutherford e Jon Edward Miller (Hive Lighting)

#### Special Award for Breakthrough Comedian
- Amy Schumer

#### Breakthrough Performance Award
- Jacob Tremblay per Room

#### Humanitarian Award
- Spike Lee